# 钱德普尔
钱德普尔（Chandpur），是印度北方邦Bijnor县的一个城镇。总人口68359（2001年）。

## 人口
该地2001年总人口68359人，其中男性36007人，女性32352人；0—6岁人口11268人，其中男5909人，女5359人；识字率52.26%，其中男性为56.84%，女性为47.17%。